# Seznam dílů seriálu Containment
Toto je seznam dílů seriálu Containment. Americký dramatický televizní seriál Containment byl vysílán od 19. dubna 2016 do 19. července 2016 na stanici The CW.

## Přehled řad
| Řada | Díly | Premiéra v USA | Premiéra v USA    |
| Řada | Díly | První díl      | Poslední díl      |
| ---- | ---- | -------------- | ----------------- |
| 1    | 13   | 19. dubna 2016 | 19. července 2016 |

## Seznam dílů
| Č. v seriálu | Název                            | Režie            | Scénář                        | Datum premiéry    |
| ------------ | -------------------------------- | ---------------- | ----------------------------- | ----------------- |
| 1            | Pilot                            | David Nutter     | Julie Plec                    | 19. dubna 2016    |
| 2            | I to Die, You to Live            | Charles Beeson   | Julie Plec                    | 26. dubna 2016    |
| 3            | Be Angry at the Sun              | Charles Beeson   | Marguerite MacIntyre          | 3. května 2016    |
| 4            | With Silence and Tears           | Chris Grismer    | Michael Jones-Morales         | 10. května 2016   |
| 5            | Like a Sheep Among Wolves        | Janice Cooke     | Jeff Stetson                  | 17. května 2016   |
| 6            | He Stilled the Rising Tumult     | Michael Allowitz | Elizabeth Peterson            | 24. května 2016   |
| 7            | Inferno                          | David Boyd       | Matt Corman a Chris Ord       | 31. května 2016   |
| 8            | There Is a Crack in Everything   | Elliott Lester   | Ariella Blejer a Dawn Kamoche | 14. června 2016   |
| 9            | A Kingdom Divided Against Itself | Lance Anderson   | Michael Jones-Morales         | 21. června 2016   |
| 10           | A Time to Be Born                | Carol Banker     | Elizabeth Peterson            | 28. června 2016   |
| 11           | Nothing Gold Can Stay            | Chris Grismer    | Julie Plec a Tom Farrell      | 5. července 2016  |
| 12           | Yes Is the Only Living Thing     | Charles Beeson   | Marguerite MacIntyre          | 12. července 2016 |
| 13           | Path to Paradise                 | Charles Beeson   | Matt Corman a Chris Ord       | 19. července 2016 |